# Burntwood
Burntwood este un oraș în comitatul Staffordshire, regiunea West Midlands, Anglia. Orașul se află în districtul Lichfield. 